# Meimoa
 (juillet 2023).
Si vous disposez d'ouvrages ou d'articles de référence ou si vous connaissez des sites web de qualité traitant du thème abordé ici, merci de compléter l'article en donnant les références utiles à sa vérifiabilité et en les liant à la section « Notes et références ».
Meimoa est une freguesia portugaise de la municipalité de Penamacor, qui regroupe :
- Aranhas ;
- Benquerença ;
- Meimão ;
- Meimoa ;
- Penamacor
- Salvador ;
- Aldeia do Bispo
- Águas e Aldeia de João Pires ;
- União de Pedrógão de S. Pedro e Bemposta ;
- Vale da Senhora da Póvoa.

La paroisse de Meimoa se trouve à environ 12 km au nord de Penamacor. Elle a une superficie de 20,58 km2 et 307 habitants (recensement de 2021). Sa densité de population est de 14,9 hab./km2.
On ne sait rien ou presque de sa fondation. On suppose qu'elle était très importante à l'époque romaine en raison de l'existence du pont romain/philippin, construit sur le ruisseau de Meimoa. L'origine de son nom est la même que celle de Meimão (village voisin). Selon Frei de Sousa, les noms Meimão et Meimoa sont d'origine arabe et dérivent de Mamona, un nom propre de femme, dont la signification est être « en sécurité, ferme, constant, préservé, etc. ». Pinho Leal affirme que l'origine la plus probable de ces noms (Meimão et Meimoa) est le mot Mâmoa (« monument funéraire »). Plus tard, les Romains l'ont appelé Mamona, en raison de sa ressemblance avec le sein d'une femme.

## Climat
Situer au nord de Penamacor, c'est une zone de transition entre Beira Alta (terre froide) et Beira Baixa, entre le nord continental-atlantique et méditerranéen, et possède donc un climat modéré, modérément pluvieux en hiver et pas trop sec en été. Ces conditions permettent d'avoir des chênes, des oliviers, des vignes et des châtaigniers. Les jours de neige sont rares, mais les gelées fréquentes en hiver.
La température moyenne varie entre 12,5 et 15 °C. L'amplitude des températures est de 0 à 40 °C.
L'humidité varie entre 65 et 70 % et les précipitation moyennes se situent entre 700 et 800 mm/an.
La direction du vent est en provenance du nord.

## Démographie
La population enregistrée dans les recensements était de :
| Population de la paroisse de Meimoa | Population de la paroisse de Meimoa | Population de la paroisse de Meimoa |
| Encore                              | Populaire.                          | ±%                                  |
| ----------------------------------- | ----------------------------------- | ----------------------------------- |
| 1864                                | 416                                 | —                                   |
| 1878                                | 577                                 | +38.7%                              |
| 1890                                | 772                                 | +33.8%                              |
| 1900                                | 807                                 | +4.5%                               |
| 1911                                | 949                                 | +17.6%                              |
| 1920                                | 994                                 | +4.7%                               |
| 1930                                | 1 131                               | +13.8%                              |
| 1940                                | 1 244                               | +10.0%                              |
| 1950                                | 1 280                               | +2.9%                               |
| 1960                                | 1 112                               | −13.1%                              |
| 1970                                | 704                                 | −36.7%                              |
| 1981                                | 679                                 | −3.6%                               |
| 1991                                | 533                                 | −21.5%                              |
| 2001                                | 456                                 | −14.4%                              |
| 2011                                | 373                                 | −18.2%                              |
| 2021                                | 307                                 | −17.7%                              |

| Encore | 0-14 ans | 15-24 ans | 25-64 ans | > 65 ans |
| 2001   | 49       | 39        | 193       | 175      |
| 2011   | 25       | 34        | 153       | 161      |
| 2021   | 7        | 23        | 130       | 147      |

## Patrimoine
- Pont de Ribeira de Meimoa ou pont de Meimoa (Pont romain qui traverse le ruisseau Meimoa qui se jette dans la rivière Zêzere, ce pont avec neuf arches plein de différents diamètres, avec six sculpté-mers, les gardes simples et les pavés de granit. On croit qu'il a été construit entre le XIVe et le XVIe siècle, sur la structure d'un pont romain).
- Maison du commandant (Meimoa)  ou maison du gouverneur
- Musée du Docteur Mario Bento[1]
- La zone de loisirs de Meimoa est en parfaite harmonie avec le pont romain existant qui traverse le ruisseau de Meimoa, qui se jette ensuite dans la rivière Zêzere. Toutes les infrastructures construites pour soutenir l'aire de loisirs ont été conçues pour le bien-être de tous ceux qui la fréquentent. Toute la zone de baignade est délimitée par des murs et autour d'elle se trouvent les infrastructures de soutien. Le bar avec terrasse est fantastique et vous pouvez y déguster une collation. Il dispose d'une zone sportive avec des terrains de football, de plage et des terrains de futsal. Vous pouvez également louer des pédalos à côté du bar.
- Église Matriz  / Église de São Domingos (Église construite en 1673 et reconstruite en 1770, en 1905 et en 1917. Présente un plan longitudinal, se compose d'une nef, un chœur de plus près et une sacristie, et adossée du clocher)
- Chapelle de S. Domingos
- Chapelle de Nossa Senhora de Fátima (Petite chapelle avec un espace unique. Présente des lignes très simples, surtout dans la façade principale, un portail voûté vers le bas)
- Chapelle de São João de Brito (Probablement construit dans la XIXe siècle chapelle, simple longitudinale plante, avec un espace unique. Dispose d'un intérieur de lignes simples, où met en évidence un Corbel et une table d'autel). Jouxte le cimetière.
- Fontaines de S. Domingos, Quelhas et Ladeira
- Moulins à huile
- Vestiges romains
- Réserve naturelle de la Serra de Malcata

## Traditions
O madeiro (« Le grand feu de joie »), la fête patronale, est organisé par les jeunes du village tous les 8 décembre.
La fête de Sao Domingos, la fête des émigrants, a lieu autour du second dimanche d'août (du vendredi au lundi). Elle inclut un feu d'artifice, un bal populaire, des animations et des processions religieuses.